# Hilisoromi (Moro O)
Hilisoromi is een bestuurslaag in het regentschap Nias Barat van de provincie Noord-Sumatra, Indonesië. Hilisoromi telt 512 inwoners (volkstelling 2010).